# Шортино, Антонио
Антонио Шортино (мальт. Antonio Sciortino; 25 января 1879, Зеббудж — 10 августа 1947) — крупнейший мальтийский скульптор. В своем творчестве прошёл эволюцию от реализма к футуризму, испытал влияние Огюста Родена, затем выработал собственный оригинальный стиль. С 1911 по 1936 год Шортино был почётным директором Британской академии искусств в Риме, затем с 1937 года — куратором Музея изящных искусств в Валлетте.
С детства проявил склонность к изобразительному искусству, поступил в художественную школу в Валлетте, где учился два года. Семья премьер-министра Мальты Джеральда Стрикланда помогла ему получить правительственную стипендию, позволяющую продолжить обучение за границей. В возрасте 22 лет Антонио Шортино учился два года в художественном институте (итал. Istituto Reale di Belle Arti) в Риме на отделении архитектуры. После окончания курса, получив диплом с отличием, он открыл художественную студию в Риме на улице Маргутта, 33.
Скульптура «Философ» (1902) вызвала благожелательные отзывы критики и принесла молодому скульптору известность. Две скульптуры Шортино были отобраны для выставки итал. Promotrice di Roma. В 1904 году Шортино выполнил скульптуру «Женский этюд», в которой отошёл от преобладавшей в Италии традиции изображения женских фигур в античном стиле, и в том же году создал скульптуру «Гавроши», считающуюся одним из его самых знаменитых произведений. Скульптура, сюжет которой заимствован из романа Виктора Гюго «Отверженные», изображает трёх мальчиков на улицах Парижа во время революции 1848 года. В 1907 году скульптура была привезена на Мальту и сейчас находится в музее изящных искусств в Валлетте.
Шортино был назначен директором Британской школы в Риме, престижного учебного заведения, части римской художественной среды. В 1936 году, в разгар Абиссинского кризиса, школа была закрыта, и Шортино вернулся на Мальту, где получил должность куратора Музея изящных искусств в Валлетте.
Антонио Шортино создал также несколько произведений монументальной скульптуры, среди которых памятник Великой осаде Мальты (около собора святого Иоанна в Валлетте).